# Хэппи Хамфри
Уильям Джозеф Кобб (16 июля 1926, Payne, Джорджия — 14 марта 1989, Огаста, Джорджия), наиболее известный по своим рингнеймами Хэппи Хамфри, Happy Farmer Humphrey и «Squasher» Humphrey, американский профессиональный рестлер и самый тяжелый профессиональный рестлер всех времен. Его самый активный период пришелся на 1950-е и 1960-е годы, когда он объявил себя «крупнейшим борцом в мире». За свою карьеру Хамфри в среднем весил 750 фунтов (340 кг). Несколько раз он весил более 800 фунтов (360 кг), а в одном случае он весил более 900 фунтов (410 кг).

## Ранняя жизнь и семья
Кобб родился 16 июля 1926 года, сын Ральфа Эрнеста Кобба (1894—1972) и Этты Довер (1894—1967). У него был старший брат и шестеро старших сводных братьев и сестер. Он был женат на Руби Уоттс (1918—2003).

## Профессиональная карьера рестлера
Хамфри, который в то время работал на ферме, был известен своей необыкновенной силой. Он начал свою карьеру рестлера в 1953 году, сражаясь с медведем в течение 28 минут. В течение примерно восьми лет Хамфри выступил в нескольких матчах, некоторые из которых транслировались по телевидению. Он часто выступал против Хастекса Калхуна, который весил более 600 фунтов (270 кг). Самым знаменитым матчем Хамфри был матч с Калхуном в Мэдисон-Сквер-Гарден, продвигаемый Винсом МакМеном-старшим.
У промоутеров Хамфри был Pontiac 1951, сильно модифицированный для перевозки рестлера: сиденья были удалены, и были установлены дополнительные амортизаторы для поддержки огромного веса Хамфри (а также в качестве гиммика). Кроме того, он обычно взвешивался перед матчами на мясных весах на рендеринговых установках.
В 1960 году Хамфри познакомился с будущим многократным чемпионом мира NWA Харли Рейсом, которому в то время было всего 17 лет. Рейс только начинал свою собственную карьеру, он был нанят в качестве водителя Хамфри и неоднократно боролся с Хамфри. Рейс зарабатывал $5 в день плюс комнату и питание за вождение Хамфри и $25 за каждый матч с Хамфри. По словам Рейса, Хамфри был настолько велик, что обычный душ не мог его вместить. В результате Хамфри был вынужден лежать голым на земле, а Рейс наносил жидкое мыло на его тело, скреб его шваброй, а затем ополаскивал его садовым шлангом. Рейс также заявил, что, хотя Хамфри был огромным человеком, который научил Рейса правильно принимать удары, он также был очень добрым человеком и одним из немногих рестлеров своей эпохи, которые нашли время, чтобы подписать автограф для всех и пообщаться с фанатами.

## Жизнь вне реслинга
Из-за своего огромного веса Хамфри с трудом вписывался в обычное общество. Люди глазели на него на улице, и ему часто отказывали в обслуживании в ресторанах. Однажды в Алабаме он застрял в телефонной будке, и восемь полицейских были вынуждены его вытаскивать. В другой раз в Новом Орлеане Хамфри пошел в кино и застрял в театральном кресле. Сварщикам пришлось вырезать сиденья вокруг него, чтобы вытащить его. К концу своей спортивной карьеры он осознал свою проблему и перенес операцию по удалению 100 фунтов (45 кг) жира. Тем не менее, позже он снова набрал вес.

## Лечение и смена образа жизни
В 1962 году Хамфри был вынужден досрочно уйти на пенсию из-за болезни сердца. После выхода на пенсию его вес увеличился до более чем 900 фунтов (410 кг). При таком весе он уставал примерно через 10 шагов, и ему приходилось садиться (на два стула). Хамфри пытался контролировать свои пищевые привычки (которые иногда включали в себя поедание до 15 целых куриц за один присест), но после консультации с врачами он решил добровольно участвовать в исследованиях ожирения и зарегистрировался в медицинском колледже Джорджии в отделении клинических исследований в Огасте. При поступлении в клинику он весил 802 фунта (364 кг).
В течение двух лет Хамфри придерживался строгой диеты, контролируемой врачом. Ему не разрешалось заниматься спортом (чтобы избежать потери жидкости через пот), и он был прикован к кондиционированной клинике. Режим включал строго отмеренное количество пищи и воды, в общей сложности около 1000 калорий в день и чередование в 56-дневных циклах. Первый цикл состоял из высоко белковых продуктов, включая яйца, обезжиренное молоко, говяжий фарш, бутерброд с растительным спредом, томатный суп, кетчуп, зелёный горошек и яблочное пюре. Следующий цикл был насыщен «медленными» углеводами, он включал хлеб, кукурузу, лимскую фасоль, песочное печенье, персики, яблочное пюре, ананас, вспученный рис, обезжиренное молоко, виноградный сок, апельсиновый сок и небольшое количество сахара. Третий цикл состоял из диеты с высоким содержанием жиров: майонез и сливочное масло без соли, помидоры, яйца, взбитые сливки и сливочный сыр.

## Исследование массивной потери веса и ожирения
Весной 1965 года Хамфри покинул клинику, в которой провел два года. Он весил 232 фунта (105 кг), общая потеря веса составила 570 фунтов (260 кг) с момента поступления в клинику. Хамфри за эту потерю веса завоевал место в Книге рекордов Гиннесса как «чемпион по похудению».
Согласно двухлетнему исследованию, возглавляемому директором подразделения доктором Уэйном Гринбергом, потеря веса Хэмфри на каждой из трех диет была примерно одинаковой, однако характер фактической потери массы тела значительно отличался. Подавляющее большинство веса, потерянного на высокобелковой диете, составляли жировые отложения, и после еды Хамфри чувствовал сытость дольше. На высокожировом режиме около двух третей потерянного веса составляли жировые отложения, а остальное — вода, с нежелательным побочным эффектом высокого уровня холестерина в крови. На углеводной диете половина потерянного веса состояла из жира, а другая половина — из воды и мышечной ткани. Гринберг отметил в конце исследования, что люди, сидящие на диете, которые используют весы только для определения потери веса, не могут сказать, сколько из того, что они теряют, — это жир, а сколько — вода и мышечная ткань.

## Жизнь после выписки из клиники
Выйдя из клиники, Хамфри устроился на работу в обувную мастерскую Огасты, штат Джорджия, и больше никогда не возвращался на ринг. Он заявил, что скучает по этому виду спорта и по поединкам на ринге с другими борцами, но с нетерпением ждет новой жизни в качестве нормального человека.
В 1975 году Хамфри появился в фильме Moonrunners как «крошечный человек синдиката». Телевизионное шоу «герцоги Хаззарда» было основано на этом фильме.
В последующие годы Хамфри значительно поправился и умер от сердечного приступа 14 марта 1989 года. На момент смерти он весил более 600 фунтов (270 кг). Он похоронен на кладбище Саутлон, округ Эйкен, Южная Каролина.